# Gunung Wetan
Gunung Wetan is een bestuurslaag in het regentschap Banyumas van de provincie Midden-Java, Indonesië. Gunung Wetan telt 4524 inwoners (volkstelling 2010).